# Jan Goossens (Nederlands voetballer)
Jan Goossens (Velp, 18 december 1958) is een voormalig Nederlands voetballer en voetbaltrainer. Hij speelde voor clubs uit Nederland en Canada, maar voltrok het grootste gedeelte van zijn carrière in de Verenigde Staten van Amerika. Jan Goossens speelde 612 officiële wedstrijden en scoorde in totaal 474 doelpunten.

## Carrière

### Jeugd
Jan Goossens is geboren en getogen in het Gelderse dorp Velp waar hij tijdens zijn jeugd voetbalde bij amateurvereniging Gelria. Op 18-jarige leeftijd verruilde hij de plaatselijke voetbalvereniging voor de eredivisionist NEC in Nijmegen.

### NEC
Op 16 oktober 1977 debuteerde Jan Goossens in het eerste elftal van NEC in een thuiswedstrijd tegen FC Twente. In de dertien wedstrijden die hij voor de Nijmegenaren speelde kwam hij niet tot scoren. Vrijwel een jaar na zijn debuut speelde Jan Goossens op 25 oktober 1978 zijn laatste wedstrijd voor NEC in een uitwedstrijd tegen FC Den Haag. Na de daarop volgende winterstop verruilde hij NEC voor de Edmonton Drillers in Canada.

### Edmonton Drillers
Begin 1979 vertrok Jan Goossens naar de Edmonton Drillers, waar op dat moment Hans Kraay sr. als hoofdtrainer werkzaam was. Goossens was niet de enige Nederlander die op dat moment naar de Canadese club vertrok. Onder andere Henk ten Cate, Dwight Lodeweges en Hans Kraay jr. maakten in 1979-1980 de overstap naar Edmonton. In het seizoen 1980–1981 won Goossens met de Edmonton Drillers de NASL indoorcompetitie. In totaal speelde Goossens 139 wedstrijden voor de Edmonton Drillers, waarin hij 92 doelpunten scoorde. In 1982 werden de Edmonton Drillers vanwege financiële problemen opgeheven, waarna Goossens besloot naar de Verenigde Staten van Amerika te vertrekken.

### Heracles Almelo
Van oktober 1979 tot begin maart 1980 speelde Goossens op huurbasis voor het Almelose Heracles. In deze periode lag de Amerikaanse competitie stil waardoor het voor veel Nederlanders die in de Verenigde Staten speelde mogelijk was tijdelijk terug te keren naar Nederland. Voor Heracles Almelo speelde Goossens 15 wedstrijden, waarin hij zeven keer tot scoren kwam. Op 2 maart 1980 speelde Goossens zijn laatste wedstrijd voor Heracles Almelo tegen FC Eindhoven. Na deze wedstrijd moest hij zich weer melden bij de Edmonton Drillers in Canada.

### Golden Bay Earthquakes
In 1982 verhuisde Goossens van de Canadese Edmonton Drillers naar de Amerikaanse Golden Bay Earthquakes. Van origine speelde deze club in de North American Soccer League, maar in het seizoen 1982–1983 kwamen zij in de indoorcompetitie Major Indoor Soccer League uit. Goossens speelde voor de Earthquakes 96 wedstrijden en scoorde 64 doelpunten. In 1984 werd Goossens getroffen door een knieblessure, waarna hij naar de Minnesota Strikers vertrok.

### Minnesota Strikers
In 1984 vertrok Jan Goossens van de Golden Bay Earthquakes naar de Minnesota Strikers, maar kwam in het eerste seizoen vanwege zijn knieblessure niet aan spelen toe. Vanwege zijn blessure miste hij ook de vriendschappelijke wedstrijd tegen Ajax die op 23 mei 1984 werd gespeeld in Minneapolis, Minnesota. In het seizoen 1985–1986 werd Goossens met de Minnesota Strikers tweede van de MISL nadat de playoff-finale met 4-3 werd verloren van de San Diego Sockers. In de twee seizoenen voor de Strikers speelde Goossens 93 wedstrijden en scoorde 71 keer. 

### Kansas City Comets
In 1986 verliet Goossens de Minnesota Strikers en sloot zich aan bij de Kansas City Comets, waar destijds ook Johan Neeskens speelde. Met de Comets behaalde Goossens driemaal de divisiefinale van de MISL Playoff, maar prijzen werden er niet gepakt. In vijf seizoenen speelde Goossens 227 wedstrijden voor de Comets en scoorde 221 doelpunten. Daarmee is Goossens de meest scorende speler aller tijden voor de Comets. Ook maakte Goossens de meeste assist aller tijden voor de Comets. In vijf seizoenen maakte hij 237 assists. In het seizoen 1989 - 1990 ontving Jan Goossens de MISL Pass Master Award, welke per seizoen wordt uitgereikt aan de speler met de meeste assists in de MISL.

### Dallas Sidekicks
Na een succesvolle periode bij de Kansas City Comets vertrok Jan Goossens naar de Dallas Sidekicks. Zijn teamgenoot David Doyle maakte dezelfde overstap. Voor de Sidekicks speelde Goossens 29 wedstrijden en trof 19 keer het doel. Nadat in 1992 de MISL werd opgeheven maakte Jan Goossens een einde aan zijn carrière en besloot terug te keren naar Nederland.

## Prijzen
- NASL kampioen indoorcompetitie: seizoen 1980-1981
- MISL Pass Master Award: seizoen 1989-1990

## Trivia
- Meest scorende Nederlander aller tijden in de North American Soccer League
- Meest scorende speler aller tijden voor de Kansas City Comets
- Meest gemaakte assists aller tijden voor de Kansas City Comets